# زاکلوپاچا (کرایوو)
زاکلوپاچا (به صربی: Zaklopača) یک منطقهٔ مسکونی در صربستان است که در کرالیفو واقع شده‌است.